# Tyrker
Tyrker o Tyrkir (fl. X-XI secolo) è un personaggio citato nella Grœnlendinga saga.

## Biografia
Accompagnò Leifr Eiríksson nel suo viaggio di scoperta attorno all'anno 1000, e viene descritto come un vecchio servo tedesco. Viene chiamato "padre adottivo" (fóstri) da Leifr Eiríksson, il che potrebbe indicare che era un thrall liberato, che aveva la responsabilità di vegliare sul giovane Leifr.
Leifr e la sua compagnia passarono l'inverno nel Nuovo Mondo dopo aver costruito Leifsbudir (casa di Leif), forse da qualche parte in Terranova o nella zona adiacente. Secondo la saga, divise i suoi uomini in due gruppi, che alternativamente esploravano le vicinanze. Raccomandò ai suoi seguaci di stare uniti e di tornare a dormire alla base.
Una notte Tyrker non fece ritorno col suo gruppo. Preoccupato, Leifr, alla testa di dodici uomini, andò a cercarlo. Lo ritrovarono poco lontano molto eccitato, che gesticolava in modo esagerato e visibilmente ubriaco.
"Perché", gridò Leifr, "sei tornato così tardi? Cosa ti ha fatto abbandonare i tuoi compagni!". Tyrker rispose in tedesco, ma quando ricordò che i norreni non lo potevano comprendere rispose nella loro lingua:
"Non sono andato molto lontano; ed ho alcune notizie per voi. Ho scoperto vini fatti con viti"
"Mi stai dicendo la verità, mio padre adottivo?" esclamò Leifr
"Sono sicuro di dire la verità", disse Tyrker, "perché nella mia terra natia ci sono vini in quantità"
Per questo motivo Leifr chiamò quella terra col nome di Vinland.
Solitamente questa storia viene considerata apocrifa, e contiene elementi delle viti selvatiche e della storia irlandese del Mael Duin. Comunque, il termine norreno usato nella saga è vinber. Si riferisce al vino, ma può essere tradotto anche in "bacca da vino", ed esiste una tradizione nordica sul produrre vino dalle bacche. Sappiamo da fonti storiche che islandesi e groenlandesi producevano vino spremendo mirtilli.
Nella regione di Terranova/Labrador crescono spontanee varie specie di bacche, il che spiegherebbe la scoperta di Leifr di "bacche da vino".